# 오스트릭어족
오스트릭어족(영어: Austric languages) 또는 남방어족(南方語族)은 동남아시아와 태평양에서 주로 쓰이는 언어들이 이룬다고 하는 가설상의 어족이다. 오스트릭어족에는 타이완, 말레이 제도, 태평양 섬들, 마다가스카르에 분포하는 오스트로네시아어족과 대륙부 동남아시아, 인도, 네팔, 방글라데시의 오스트로아시아어족이 포함된다. 이 어족들 간의 계통적 관련성은 그럴 듯해 보이나 아직 가설 단계에 머무르고 있다.
이에 더해 일부 언어학자들은 일본어족까지 포함시키기도 한다.
오스트릭어족과 관련 있는 가설로는 로랑 사가르의 중국오스트로네시아어족과 폴 베네딕트의 오스트로타이어족이 있다.

## 역사
오스트로 대어족은 독일 선교사 빌헬름 슈미트가 1906년에 처음 제안하였다. 슈미트는 음운론, 형태론, 어휘론 면의 증거들을 통해 오스트로아시아어족과 오스트로네시아어족(정확히는 말레이폴리네시아어파)이 오스트릭어족을 이룬다고 주장했다. 1942년 폴 베네딕트는 오스트릭어족을 잠정적으로 수용하고 확장해, 크라다이어족을 오스트로네시아어족의 직계 하위 분류군으로 포함시켰으며, 몽몐어족도 포함될 가능성까지 고려했다 그러나 베네딕트는 이후 오스트로타이 가설을 확장하면서 오스트릭어족설은 폐기하고 공개적으로 기각했다.
어휘 면의 증거는 빈약하나, 주로 형태론을 근거로 오스트로네시아어족과 오스트로아시아어족 간의 연관성을 주장하는 이들은 오늘날에도 존재한다. 일부는 니코바르어파와 오스트로네시아어족 간에 최근 밝혀진 형태론적 유사성이 계통 관계를 확실히 증명한다고 믿는다. 다른 연구자들은 계속해서 오스트로네시아어족과 오스트로아시아어족 또는 크라다이어족 간의 잃어버린 어휘적 고리를 찾고 있다. Reid (2005)에서는 오스트릭어족 가설의 현황을 요약했다.
자동화 유사도 판정 프로그램(ASJP)를 활용한 2015년의 분석은 오스트릭어족 가설을 지지하지 않는다. 이 분석에서는 오스트릭어족 가설의 "핵심" 구성원 후보들을 오스트로타이어족과 오스트로아시아일본어족이라는, 서로 다르고 관련 없는 두 개의 분기군에 배정했다. 그러나 ASJP는 어족 간의 관계를 확립하거나 평가하는 데 적절한 방법으로서 역사언어학자들 사이에서 널리 인정받지는 못하고 있다는 점을 알아둘 필요가 있다.

## 분류 체계
아래의 분류 체계가 가장 보편적인 방식이다. 몽몐어족은 가끔 포함되기도 하나, 종종 오스트로 대어족에서 제외된다.
|  | 크라다이어족                                                    |
|  |                                                                 |
|  | \| \| 오스트로네시아어족 \| \| \| \| \| \| 일본어족 \| \| \| \| |
|  |                                                                 |
|  | 오스트로네시아어족                                              |
|  |                                                                 |
|  | 일본어족                                                        |
|  |                                                                 |

|  | 오스트로네시아어족 |
|  |                    |
|  | 일본어족           |
|  |                    |

|  | 크라다이어족                                                    |
|  |                                                                 |
|  | \| \| 오스트로네시아어족 \| \| \| \| \| \| 일본어족 \| \| \| \| |
|  |                                                                 |
|  | 오스트로네시아어족                                              |
|  |                                                                 |
|  | 일본어족                                                        |
|  |                                                                 |

|  | 오스트로네시아어족 |
|  |                    |
|  | 일본어족           |
|  |                    |

|  | 크라다이어족                                                    |
|  |                                                                 |
|  | \| \| 오스트로네시아어족 \| \| \| \| \| \| 일본어족 \| \| \| \| |
|  |                                                                 |
|  | 오스트로네시아어족                                              |
|  |                                                                 |
|  | 일본어족                                                        |
|  |                                                                 |

|  | 오스트로네시아어족 |
|  |                    |
|  | 일본어족           |
|  |                    |

|  | 크라다이어족                                                    |
|  |                                                                 |
|  | \| \| 오스트로네시아어족 \| \| \| \| \| \| 일본어족 \| \| \| \| |
|  |                                                                 |
|  | 오스트로네시아어족                                              |
|  |                                                                 |
|  | 일본어족                                                        |
|  |                                                                 |

|  | 오스트로네시아어족 |
|  |                    |
|  | 일본어족           |
|  |                    |

그러나 세르게이 스타로스틴은 오스트릭어족을 두 주요 분기군으로 나눈다. 오스트릭어족은 그가 제안한 데네캅카스어족과 가장 가까우며, 데네다이 대어족을 이룬다고 본다.

|  | 몽몐어족           |
|  |                    |
|  | 오스트로아시아어족 |
|  |                    |

|  | 크라다이어족       |
|  |                    |
|  | 오스트로네시아어족 |
|  |                    |

|  | 몽몐어족           |
|  |                    |
|  | 오스트로아시아어족 |
|  |                    |

|  | 크라다이어족       |
|  |                    |
|  | 오스트로네시아어족 |
|  |                    |

2015년에 알렉산더 보빈이 일본조어 연구를 마친 뒤，일본어족과 오스트릭어족의 언어의 밀접한 관계를 거론하면서，이에 관한 설을 제시했지만 그게 1991년에 폴 베네딕트가 제시했던 학설이었다.

|          | 크라다이어족                                                    |
|          |                                                                 |
| 일본조어 | \| \| 오스트로네시아어족 \| \| \| \| \| \| 일본어족 \| \| \| \| |
|          | \| \| 오스트로네시아어족 \| \| \| \| \| \| 일본어족 \| \| \| \| |
|          | 오스트로네시아어족                                              |
|          |                                                                 |
|          | 일본어족                                                        |
|          |                                                                 |

|  | 오스트로네시아어족 |
|  |                    |
|  | 일본어족           |
|  |                    |

|          | 크라다이어족                                                    |
|          |                                                                 |
| 일본조어 | \| \| 오스트로네시아어족 \| \| \| \| \| \| 일본어족 \| \| \| \| |
|          | \| \| 오스트로네시아어족 \| \| \| \| \| \| 일본어족 \| \| \| \| |
|          | 오스트로네시아어족                                              |
|          |                                                                 |
|          | 일본어족                                                        |
|          |                                                                 |

|  | 오스트로네시아어족 |
|  |                    |
|  | 일본어족           |
|  |                    |

|          | 크라다이어족                                                    |
|          |                                                                 |
| 일본조어 | \| \| 오스트로네시아어족 \| \| \| \| \| \| 일본어족 \| \| \| \| |
|          | \| \| 오스트로네시아어족 \| \| \| \| \| \| 일본어족 \| \| \| \| |
|          | 오스트로네시아어족                                              |
|          |                                                                 |
|          | 일본어족                                                        |
|          |                                                                 |

|  | 오스트로네시아어족 |
|  |                    |
|  | 일본어족           |
|  |                    |

|          | 크라다이어족                                                    |
|          |                                                                 |
| 일본조어 | \| \| 오스트로네시아어족 \| \| \| \| \| \| 일본어족 \| \| \| \| |
|          | \| \| 오스트로네시아어족 \| \| \| \| \| \| 일본어족 \| \| \| \| |
|          | 오스트로네시아어족                                              |
|          |                                                                 |
|          | 일본어족                                                        |
|          |                                                                 |

|  | 오스트로네시아어족 |
|  |                    |
|  | 일본어족           |
|  |                    |

그렇게 알렉산더 보빈이 제시한 설이 1991년으로 제기되었기 때문에 오스트릭어족을 중국티베트어족의 선조로 다시 추정하여 거론되었는데 예를 들어 스탠리 스타로스타(2005)가 이렇게 다시 제시했다.

|        | 중국티베트어족                                                  |
|        |                                                                 |
| 양쯔강 | \| \| 몽몐어족 \| \| \| \| \| \| 오스트로아시아어족 \| \| \| \| |
|        | \| \| 몽몐어족 \| \| \| \| \| \| 오스트로아시아어족 \| \| \| \| |
|        | 몽몐어족                                                        |
|        |                                                                 |
|        | 오스트로아시아어족                                              |
|        |                                                                 |

|  | 몽몐어족           |
|  |                    |
|  | 오스트로아시아어족 |
|  |                    |

|  | 타이완 제어                                                           |
|  |                                                                       |
|  | \| \| 크라다이어족 \| \| \| \| \| \| 말레이폴리네시아어파 \| \| \| \| |
|  |                                                                       |
|  | 크라다이어족                                                          |
|  |                                                                       |
|  | 말레이폴리네시아어파                                                  |
|  |                                                                       |

|  | 크라다이어족         |
|  |                      |
|  | 말레이폴리네시아어파 |
|  |                      |

|        | 중국티베트어족                                                  |
|        |                                                                 |
| 양쯔강 | \| \| 몽몐어족 \| \| \| \| \| \| 오스트로아시아어족 \| \| \| \| |
|        | \| \| 몽몐어족 \| \| \| \| \| \| 오스트로아시아어족 \| \| \| \| |
|        | 몽몐어족                                                        |
|        |                                                                 |
|        | 오스트로아시아어족                                              |
|        |                                                                 |

|  | 몽몐어족           |
|  |                    |
|  | 오스트로아시아어족 |
|  |                    |

|  | 타이완 제어                                                           |
|  |                                                                       |
|  | \| \| 크라다이어족 \| \| \| \| \| \| 말레이폴리네시아어파 \| \| \| \| |
|  |                                                                       |
|  | 크라다이어족                                                          |
|  |                                                                       |
|  | 말레이폴리네시아어파                                                  |
|  |                                                                       |

|  | 크라다이어족         |
|  |                      |
|  | 말레이폴리네시아어파 |
|  |                      |

## 분포
- 크라다이어족의 분포
- 오스트로아시아어족의 분포
- 몽몐어족의 분포
- 오스트로네시아어족의 분포

## 같이 보기
- 오스트로타이어족